# Торговое представительство
Торговое представительство (сокращённо торгпредство) — представительный орган государства за рубежом, обеспечивающий государственные интересы в сфере внешнеэкономической деятельности в стране пребывания. Торговые представительства создаются на основе межгосударственных соглашений и являются частью полномочного представительства страны (посольства или миссии).

## Цели и задачи
Основными задачами торгового представительства являются:
- Представительство интересов государства по вопросам внешней торговли в стране пребывания;
- Содействие развитию торговых отношений;
- Изучение общих экономических и правовых условий и рыночной конъюнктуры страны пребывания и информация об этом органов государственной власти, участников внешнеэкономической деятельности (экспортёров и импортёров);
- Организация визитов делегаций в страну пребывания, организация встреч деловых кругов своей страны и страны пребывания;
- Другие виды содействия в стране пребывания национальным участникам внешнеэкономической деятельности.

## Правовой статус
Торговое представительство является частью соответствующего полномочного представительства страны и в силу этого пользуется иммунитетом и привилегиями, предоставляемыми полпредству: экстерриториальность помещений, занимаемых торгпредством; торговый представитель, возглавляющий торгпредство, и его заместители входят в состав дипломатического персонала.
В СССР правовой статус торгового представительства определялся Положением о торговых представительствах и торговых агентствах Союза ССР за границей, утвержденным постановлением ЦИК и СНК СССР 13 сентября 1933 года, международными договорами и общепризнанными началами международного права.
В Российской Федерации правовой статус торгового представительства регламентируется положениями Федерального Закона «Об основах государственного регулирования внешнеторговой деятельности» № 164-ФЗ от 8 декабря 2003 года, положением о Министерстве экономического развития Российской Федерации № 437 от 5 июня 2008 года и положением о Торговом представительстве Российской Федерации в иностранном государстве, утверждённым постановлением Правительства Российской Федерации № 401 от 27 июня 2005 года.